# Sonny Colbrelli
Sonny Colbrelli (Desenzano del Garda, Lombardía, 17 de mayo de 1990) es un ciclista italiano que fue profesional desde 2012 hasta 2022.

## Biografía

### Ciclismo amateur
Logró su primera victoria como júnior ganando con la selección italiana, la contrarreloj por equipos del Tour du Pays de Vaud en Suiza. En 2009 pasó al Zalf-Déssiré-Fior y en 2010 ganó varias carreras del calendario amateur italiano como el Gran Premio San Luigi-Caselle, el Gran Premio Industria del Cuoio e delle Pelli, el Gran Premio San Luigi-Sona y el Giro del Canavese. La más destacada fue la victoria en el Trofeo Alcide Degasperi, carrera de categoría 1.2 UCI. En octubre, participó del campeonato del mundo en Geelong (Australia), finalizando 6.º en la carrera en ruta sub-23.

### 2012: debut profesional
Luego de tener un pasaje como aprendiz en el Colnago-CSF Inox, fue fichado por este equipo para 2012. Corrió su primer Giro de Italia, donde su mejor ubicación fue un 9.º puesto en la 13.ª etapa. En agosto fue 2.º en la Coppa Bernocchi y al mes siguiente el Colnago ganó la contrarreloj por equipos del Giro de Padania, del cual Colbrelli fue parte.
El 2013 comenzó con una buena actuación en la Milán-San Remo, donde fue 12.º. Hizo parte del equipo en el Giro de Italia, donde fue 9.º en la 14.ª etapa formando la fuga del día y siendo el último en ceder ante los favoritos en la subida a Jafferau.
En 2021 consigue su victoria profesional más importante, ganando la París-Roubaix al esprint a Mathieu van der Poel en un día recordado por ser la primera París-Roubaix en muchos años que se disputa con barro.[cita requerida]
Tras cruzar la línea de meta de la primera etapa de la Volta a Cataluña 2022 sufrió una arritmia cardíaca que no le permitió seguir compitiendo y le vio obligado a tener que retirarse al finalizar la temporada.

## Palmarés
| 2010 - Trofeo Alcide Degasperi 2014 - 1 etapa del Tour de Eslovenia - Giro de los Apeninos - Memorial Marco Pantani - G. P. Industria y Comercio de Prato - Coppa Sabatini 2015 - Tour de Limousin, más 1 etapa - Gran Premio Bruno Beghelli 2016 - Gran Premio de Lugano - 2 etapas del Tour de Limousin - 1 etapa del Tour de Poitou-Charentes - Coppa Agostoni - Coppa Sabatini - Tres Valles Varesinos 2017 - 1 etapa de la París-Niza - Flecha Brabanzona - Coppa Bernocchi | 2018 - 1 etapa del Tour de Dubai - 1 etapa de la Vuelta a Suiza - Coppa Bernocchi - Giro del Piemonte 2019 - 1 etapa del Tour de Omán - 2.º en el Campeonato de Italia en Ruta - 1 etapa de la Vuelta a Alemania - Gran Premio Bruno Beghelli 2020 - 1 etapa de la Ruta de Occitania - 3.º en el Campeonato de Italia en Ruta 2021 - 1 etapa del Tour de Romandía - 1 etapa del Critérium del Dauphiné - Campeonato de Italia en Ruta - Tour del Benelux, más 1 etapa - Campeonato Europeo en Ruta - Memorial Marco Pantani - París-Roubaix |

## Resultados

### Grandes Vueltas
| Carrera | Carrera         | 2012  | 2013 | 2014 | 2015  | 2016 | 2017  | 2018  | 2019 | 2020 | 2021 | 2022 |
| ------- | --------------- | ----- | ---- | ---- | ----- | ---- | ----- | ----- | ---- | ---- | ---- | ---- |
|         | Giro de Italia  | 100.º | 89.º | 94.º | 100.º | 95.º | —     | —     | —    | —    | —    | —    |
|         | Tour de Francia | —     | —    | —    | —     | —    | 122.º | 109.º | 85.º | 93.º | 52.º | —    |
|         | Vuelta a España | —     | —    | —    | —     | —    | —     | —     | —    | —    | —    | —    |

### Clásicas y Campeonatos
| Carrera                 | Carrera                 | 2012 | 2013 | 2014 | 2015  | 2016 | 2017 | 2018  | 2019 | 2020  | 2021 | 2022 |
| ----------------------- | ----------------------- | ---- | ---- | ---- | ----- | ---- | ---- | ----- | ---- | ----- | ---- | ---- |
| Omloop Het Nieuwsblad   | Omloop Het Nieuwsblad   | —    | —    | —    | —     | —    | 35.º | 8.º   | 38.º | 50.º  | Ab.  | 2.º  |
| Kuurne-Bruselas-Kuurne  | Kuurne-Bruselas-Kuurne  | —    | —    | —    | —     | —    | 52.º | 3.º   | Ab.  | 7.º   | 5.º  | 75.º |
| Strade Bianche          | Strade Bianche          | —    | 38.º | —    | 56.º  | 32.º | —    | Ab.   | —    | —     | —    | —    |
|                         | Milán-San Remo          | —    | 12.º | 6.º  | 18.º  | 9.º  | 13.º | 9.º   | 43.º | 63.º  | 8.º  | —    |
| E3 Saxo Bank Classic    | E3 Saxo Bank Classic    | —    | —    | —    | —     | —    | 7.º  | 49.º  | 13.º | X     | 57.º | —    |
| Gante-Wevelgem          | Gante-Wevelgem          | —    | —    | —    | —     | Ab.  | 13.º | 124.º | Ab.  | Ab.   | 4.º  | —    |
|                         | Tour de Flandes         | —    | —    | —    | —     | —    | 10.º | 23.º  | 30.º | 47.º  | 55.º | —    |
| Scheldeprijs            | Scheldeprijs            | —    | —    | —    | —     | —    | —    | —     | —    | 154.º | —    | —    |
|                         | París-Roubaix           | —    | —    | —    | —     | —    | —    | —     | —    | X     | 1.º  | —    |
| Flecha Brabanzona       | Flecha Brabanzona       | —    | —    | Ab.  | Ab.   | 6.º  | 1.º  | 2.º   | 49.º | 4.º   | 64.º | —    |
| Amstel Gold Race        | Amstel Gold Race        | —    | —    | Ab.  | 107.º | 3.º  | 9.º  | 74.º  | 72.º | X     | —    | —    |
| EuroEyes Classics       | EuroEyes Classics       | —    | —    | —    | —     | —    | 85.º | 67.º  | 9.º  | X     | X    | —    |
| Bretagne Classic        | Bretagne Classic        | —    | —    | 72.º | —     | 43.º | 3.º  | 20.º  | —    | —     | —    | —    |
| Gran Premio de Quebec   | Gran Premio de Quebec   | —    | —    | —    | —     | —    | 10.º | 115.º | 37.º | X     | X    | —    |
| Gran Premio de Montreal | Gran Premio de Montreal | —    | —    | —    | —     | —    | 19.º | 2.º   | Ab.  | X     | X    | —    |
|                         | Giro de Lombardía       | —    | —    | —    | Ab.   | Ab.  | —    | —     | —    | —     | —    | —    |
| Mundial en Ruta         | Mundial en Ruta         | —    | —    | 13.º | —     | Ab.  | 59.º | —     | 11.º | —     | 10.º | —    |
| Europeo en Ruta         | Europeo en Ruta         | X    | X    | X    | X     | 29.º | —    | 14.º  | —    | —     | 1.º  | —    |
| Italia en Ruta          | Italia en Ruta          | —    | —    | Ab.  | Ab.   | —    | 8.º  | 66.º  | 2.º  | 3.º   | 1.º  | —    |

—: no participa

Ab.: abandono

## Equipos
- Colnago/Bardiani Valvole-CSF Inox/Bardiani CSF (2012-2016)
  - Colnago-CSF Inox (2012)
  - Bardiani Valvole-CSF Inox (2013)
  - Bardiani CSF (2014-2016)
- Bahrain (2017-2022)
  - Bahrain Merida (2017-2019)
  - Team Bahrain McLaren (2020)
  - Team Bahrain Victorious (2021-2022)